# Союз МС-04
«Союз МС-04» — пілотований політ до міжнародної космічної станції, під час якого доставлено двох учасників експедиції МКС-51/ 52 та повернулися на Землю троє космонавтів. Запуск відбувся 20 квітня 2017 року. Це 131-й пілотований політ корабля «Союз», перший політ якого відбувся в 1967.

## Підготовка до польоту
На початку липня 2015 основний екіпаж корабля у складі трьох космонавтів приступив до підготовки до польоту — росіяни Олександр Місуркін (командир), Микола Тіхонов і американець Марк Т. Ванде Хей. Старт корабля було заплановано на 11 березня 2017 року. Проте у жовтні 2016, у зв'язку зі скороченням кількості російських космонавтів в екіпажах МКС до двох осіб, екіпаж «Союз МС-04» було повністю замінено, а старт перенесено на 20 квітня 2017. До польоту почали підготовку Федір Юрчихін та Джек Фішер.

## Екіпаж

### Старт
- (Роскосмос): Федір Юрчихін (5-й космічний політ) — командир екіпажу;
- (НАСА): Джек Фішер (1) — бортінженер № 1.

### Посадка
- (Роскосмос): Федір Юрчихін (5-й космічний політ) — командир екіпажу;
- (НАСА): Джек Фішер (1) — бортінженер № 1,
- (НАСА): Пеґґі Вітсон (3) — бортінженер.

## Політ
Старт корабля відбувся 20 квітня 2017 року о 07:13:44 (UTC) з майданчика №1 космодрому «Байконур». Зближення корабля з МКС відбувалося протягом чотирьох обертів (шести годин). Стикування відбулося о 13:19 (UTC) до модуля Поиск та невдовзі космонавти перейшли на борт МКС.
2 вересня о 21:58 (UTC) корабель з трьома космонавтами на борту (Ф. Юрчихін, Дж Фішер. та П. Пітсон) відстикувався від МКС та за декілька годин успішно приземлився на території Казахстану.

## Галерея

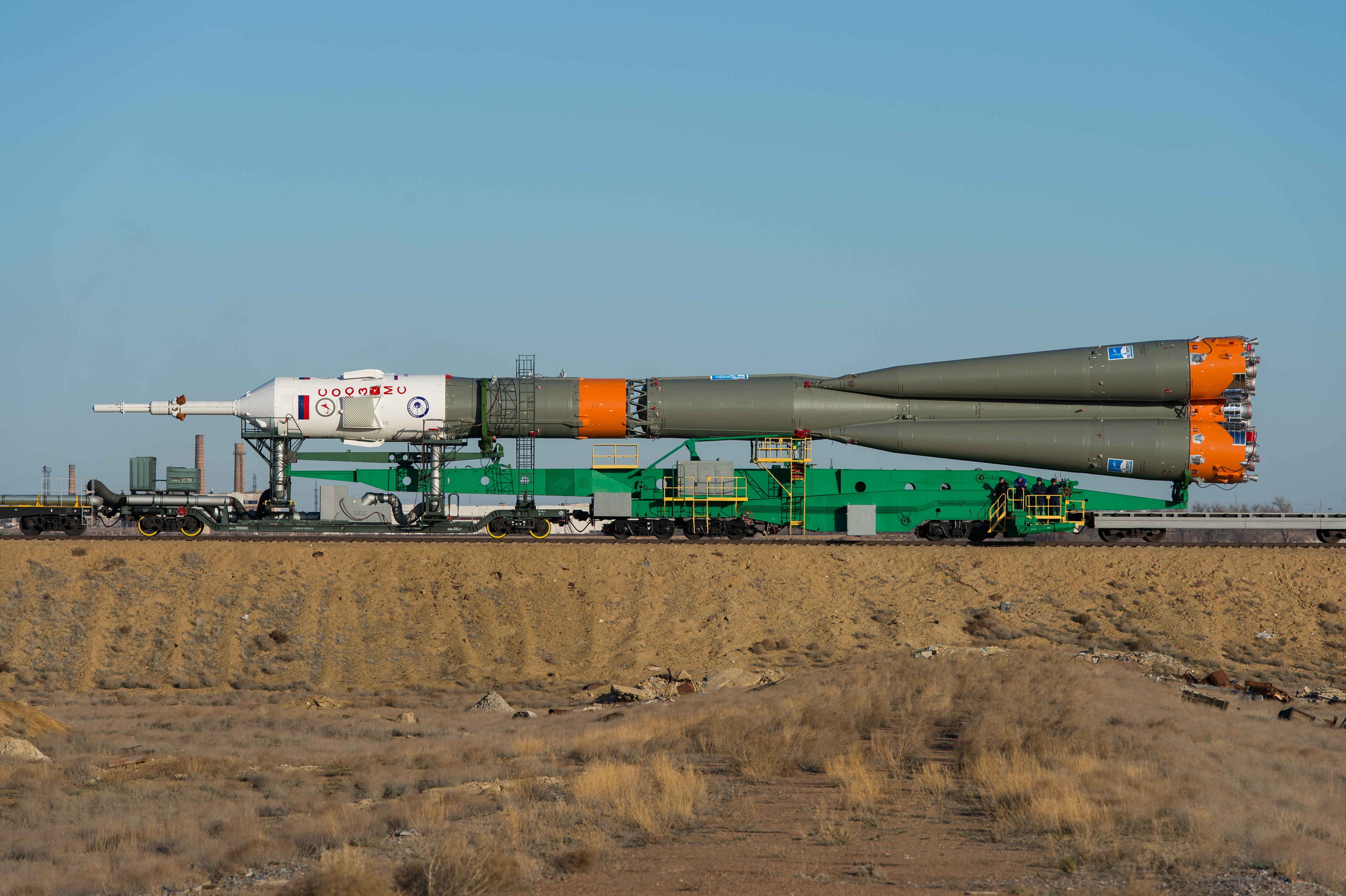
Транспортування до стартового майданчика
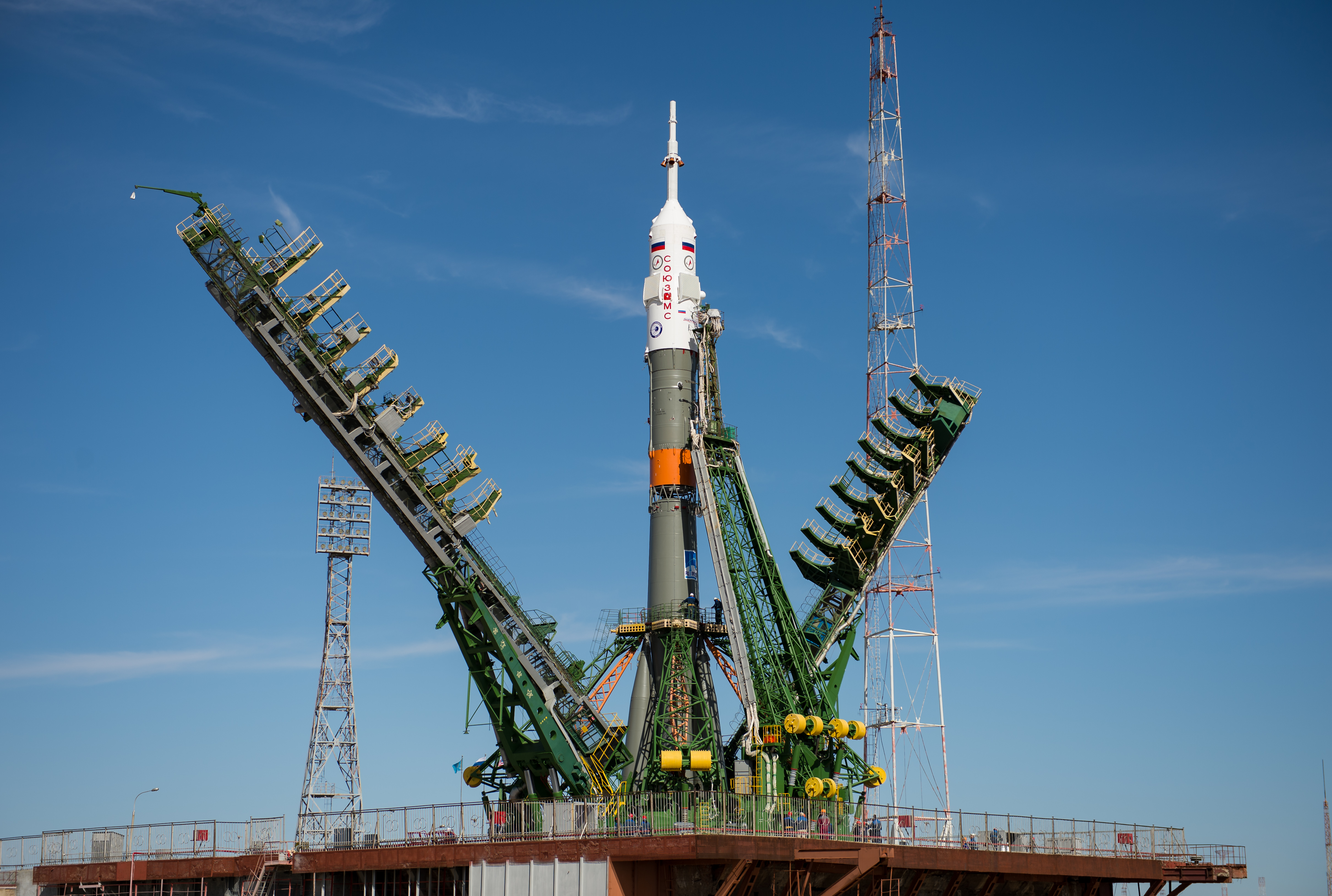
На стартовому майданчику
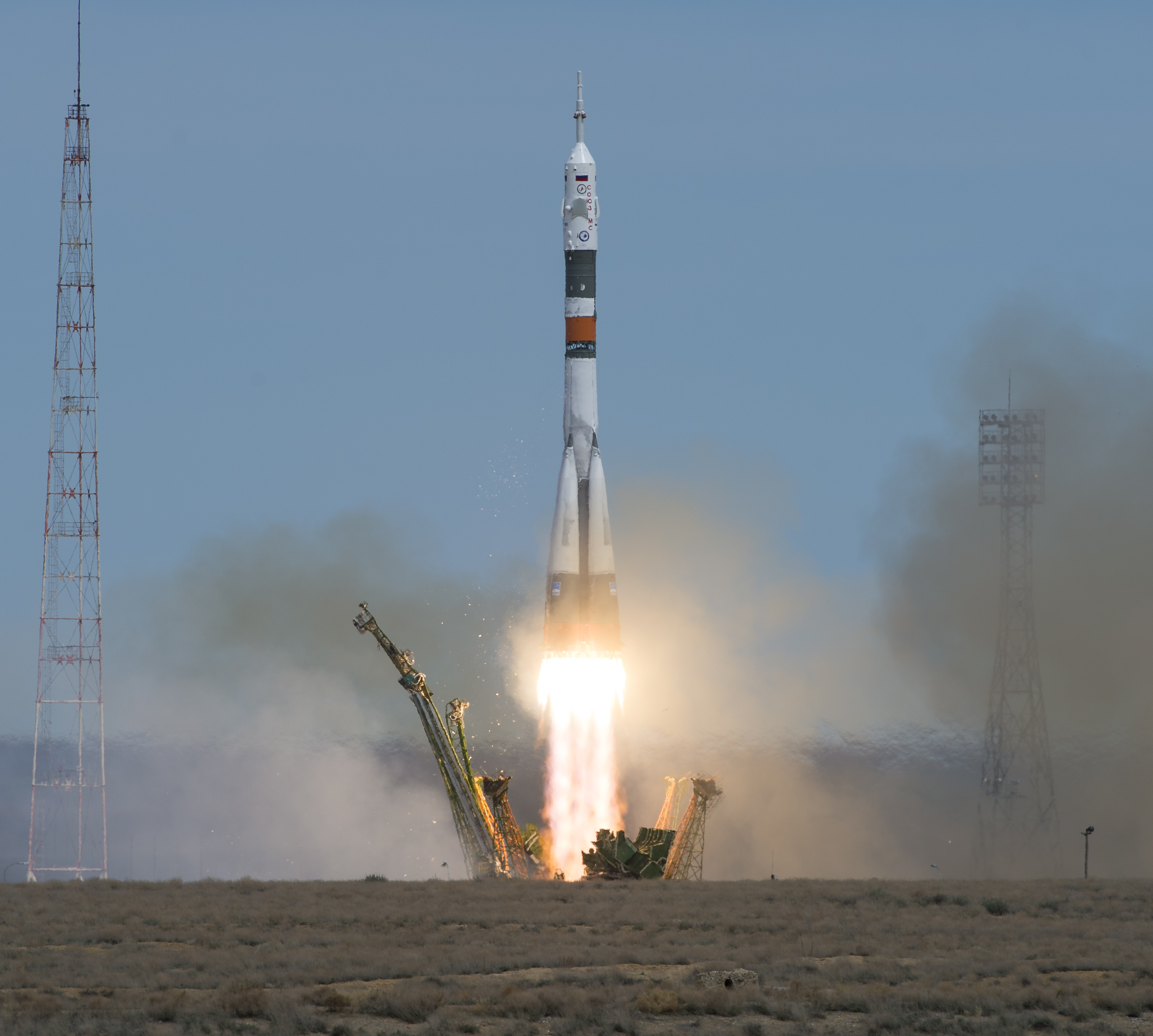
Запуск корабля
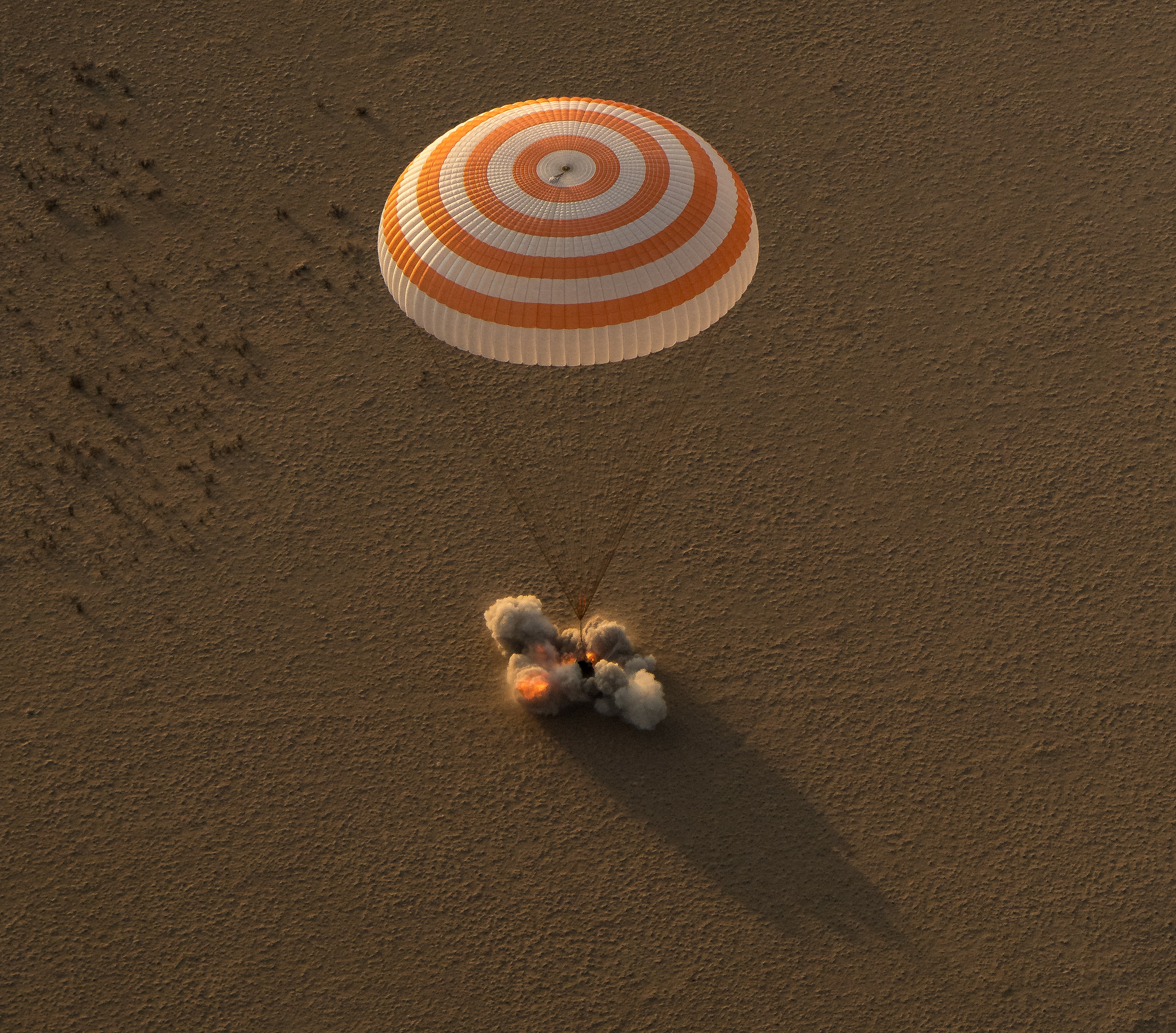
Приземлення